# Sinfonía n.º 2 (Walton)
La Sinfonía n.º 2 del compositor inglés William Walton fue un encargo de la Sociedad de la Real Orquesta Filarmónica de Liverpool para celebrar el 750 aniversario de la ciudad en 1957. La Real Orquesta Filarmónica de Liverpool dirigida por John Pritchard ofreció el estreno el 2 de septiembre de 1960, en el Festival de Edimburgo. George Szell ofreció el estreno en Europa continental dirigiendo la Orquesta Real del Concertgebouw de Ámsterdam el 19 de noviembre de 1960. Szell también dirigió el estreno estadounidense de la obra el 29 de diciembre de 1960, con la Orquesta de Cleveland en esa ciudad, y unos meses más tarde hicieron su primera grabación. Leopold Stokowski dio otra interpretación en Viena en mayo de 1961, mientras estaba de gira con la Orquesta Sinfónica de Londres.
La obra consta de tres movimientos.
1. Allegro molto
2. Lento assai
3. Passacaglia: Tema, Variaciones, Fugato, y Coda-Scherzando

Está orquestada para una gran orquesta sinfónica de 3 flautas (la 3.ª doblando el flautín), 3 oboes (el 3.º doblando el corno inglés), 3 clarinetes (el 2.º doblando el clarinete en mi bemol, el 3.º doblando el clarinete bajo), 3 fagotes (el 3.º doblando el contrafagot), 4 trompas, 3 trompetas, 3 trombones, tuba, timbales, tambor militar, caja, platillos crash, platillos suspendidos, bombo, glockenspiel, vibráfono, xilófono, pandereta, campanas, piano, celesta, 2 arpas y cadenas.
La sinfonía fue objeto de duras críticas por la prensa debido a su aparentemente conservador estilo en un tiempo en que el estilo vanguardista europeo estaba en boga. Con el tiempo, sin embargo, se ha reconocido como una obra madura, sutil y magníficamente elaborada con una orquestación muy refinada, una característica de este compositor. El final es notable por su uso de la escala de doce tonos, una técnica dodecafónica.